# Фили (станция)
Фили́ — железнодорожная станция Белорусского направления Московской железной дороги и Белорусско-Савёловского диаметра в Москве. Станция открыта в 1902 году.

## Описание
По характеру основной работы является промежуточной, по объему работы отнесена к 3-му классу. Входит в Московско-Смоленский центр организации работы железнодорожных станций ДЦС-3 Московской дирекции управления движением.
Выходы на Новозаводскую улицу, улицу 1812 года, к Промышленному проезду.
Оборудована турникетами и кассовым павильоном, платформы имеют навесы.
Имеет наземную пересадку на станцию метро «Фили». Время движения с Белорусского вокзала — 11 минут.
Входит в состав Московских центральных диаметров, линия МЦД-1. Имеет прямое сообщение с остановочными пунктами Савёловского направления. До 21 ноября 2019 года было транзитное движение на Курское направление.

## Платформы
На станции имеются 3 платформы: две боковые и одна островная. Вход на действующие платформы № 2 и 3 осуществляется через подземный пешеходный переход с турникетными залами.
| № платформы | № путей | Тип платформы | Останавливающиеся электропоезда |
| ----------- | ------- | ------------- | ------------------------------- |
| 1           | 3       | Береговая     | на Усово                        |
| 2           | 4       | Островная     | на Москву                       |
| 2           | 1       | Островная     | на Одинцово и далее             |
| 3           | 2       | Береговая     | на Москву                       |

До 2013 года на станции располагались две боковые платформы. С 2014 года по 20 марта 2016 года строилась третья платформа для электропоездов в сторону Москвы. С 28 июля по 30 октября 2015 года платформа № 2 (тогда еще в сторону Москвы) находилась на реконструкции: старая боковая платформа была полностью разобрана, взамен неё построена островная на новом месте, ближе к станции метро «Фили». Остановка поездов на время перестройки не осуществлялась. При этом её большая часть вместе со сходами в новый подземный переход строилась ещё с 2014 года. С 3 апреля 2016 года ведётся реконструкция платформы № 1. 28 апреля 2017 года был открыт новый подземный переход с турникетными залами и эскалаторными спусками. Одновременно закрылся лестничный сход с надземного пешеходного перехода на платформу № 2.
У платформы № 1 (в сторону области) расположено вокзальное здание, ныне отреставрированное изнутри и оборудованное небольшим числом сидячих мест в зале ожидания.

## Движение
Среднее количество поездов, проезжающих через станцию в сутки, — около 100 пар. На запад поезда следуют до станций Бородино, Звенигород, Усово, на север — до станций Дубна, Савёлово.
Поезда дальнего следования следуют через станцию без остановок.

## Обслуживание промышленных предприятий
Станция Фили обслуживает только ГКНПЦ имени М. В. Хруничева. В западной части станции сохранились остатки подъездных путей к трубному заводу «Филит» (действовал до середины 2010-х) и тяговой подстанции. Ранее существовал также восточный куст подъездных путей к Московскому рубероидному заводу (ныне «Фили-Кровля»).

## Характеристика путевого развития
До 2015 года станция имела 3 главных пути: I, II путь — для пассажирских поездов; III путь — для грузовых поездов; 4 приёмоотправочных пути, 3 тупика и 21 путь для обгона поездов. Средняя длина приёмоотправочных путей — 16 условных вагонов. В 2016—2018 годах на линии проложены III и IV главные пути, путевое развитие станции изменилось.

## Прилегающие перегоны
В чётном направлении
Фили — Москва-Пассажирская-Смоленская — двухпутный (I, II главные пути);
Фили — Москва-Товарная-Смоленская — двухпутный (III, IV главные пути).
В нечётном направлении
Фили — Кунцево-I — четырёхпутный (I, II, III, IV главные пути).
На перегонах действует система четырёхзначной автоблокировки.

## Штат станции
Штат станции: 5 человек — дежурные по станции (ДСП); 3 человека — товарные кассиры.

## Наземный общественный транспорт
На этой станции можно пересесть на следующие маршруты городского пассажирского транспорта:
- Автобусы: 69, 116, 218, 283, 366, с369, 470, 653

## Фотогалерея

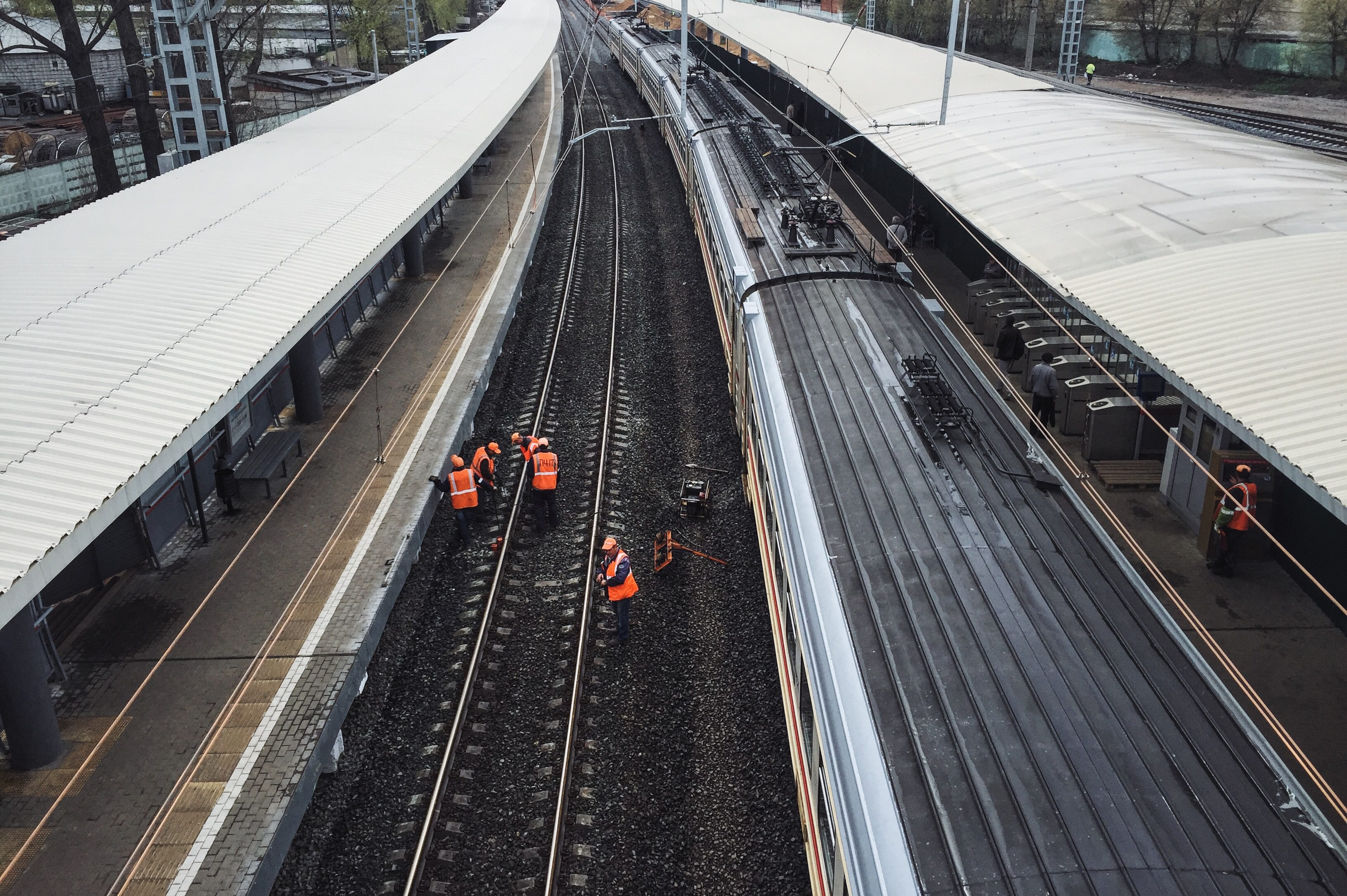
Станция во время реконструкции 2016 г.
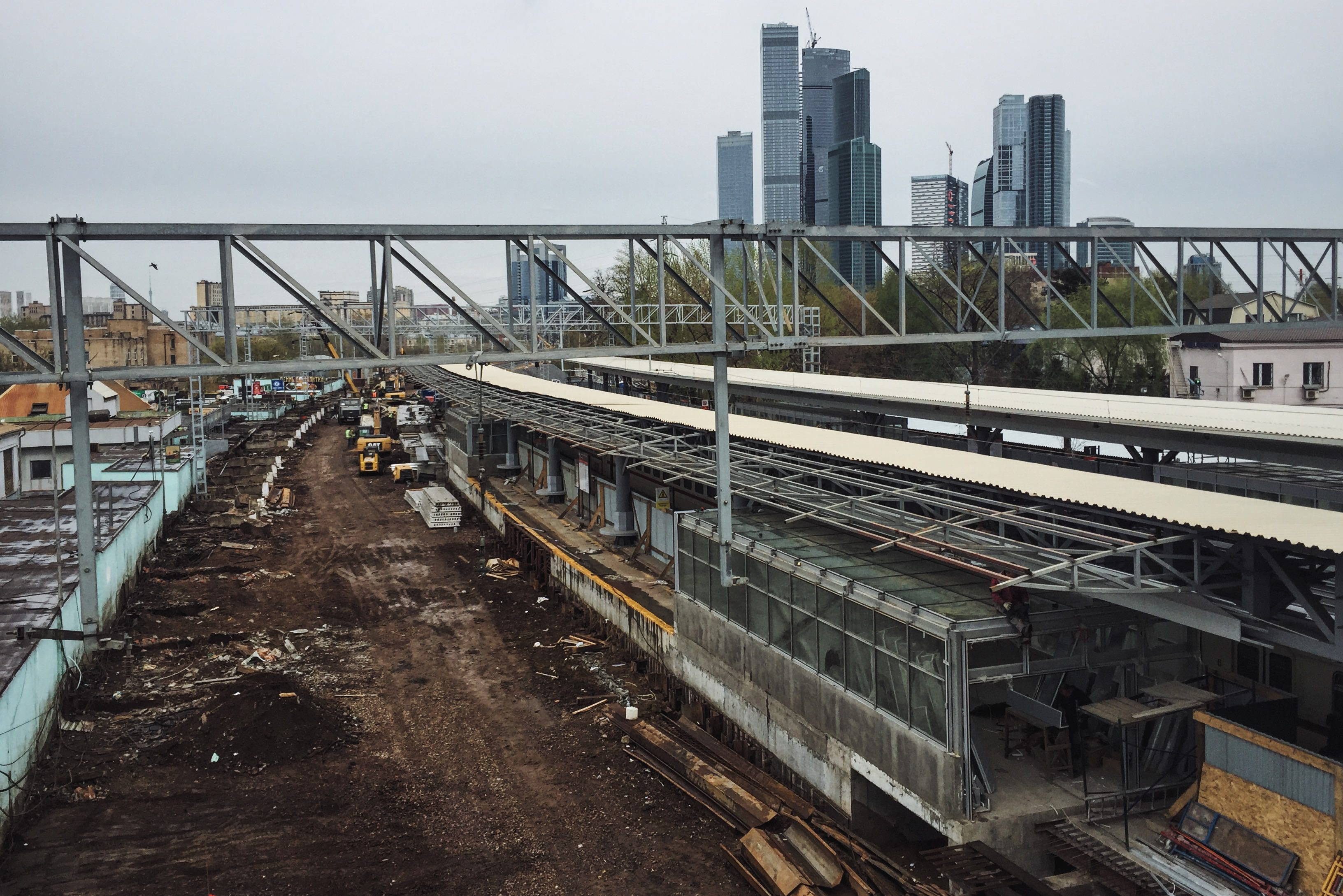
Станция во время реконструкции 2016 г.
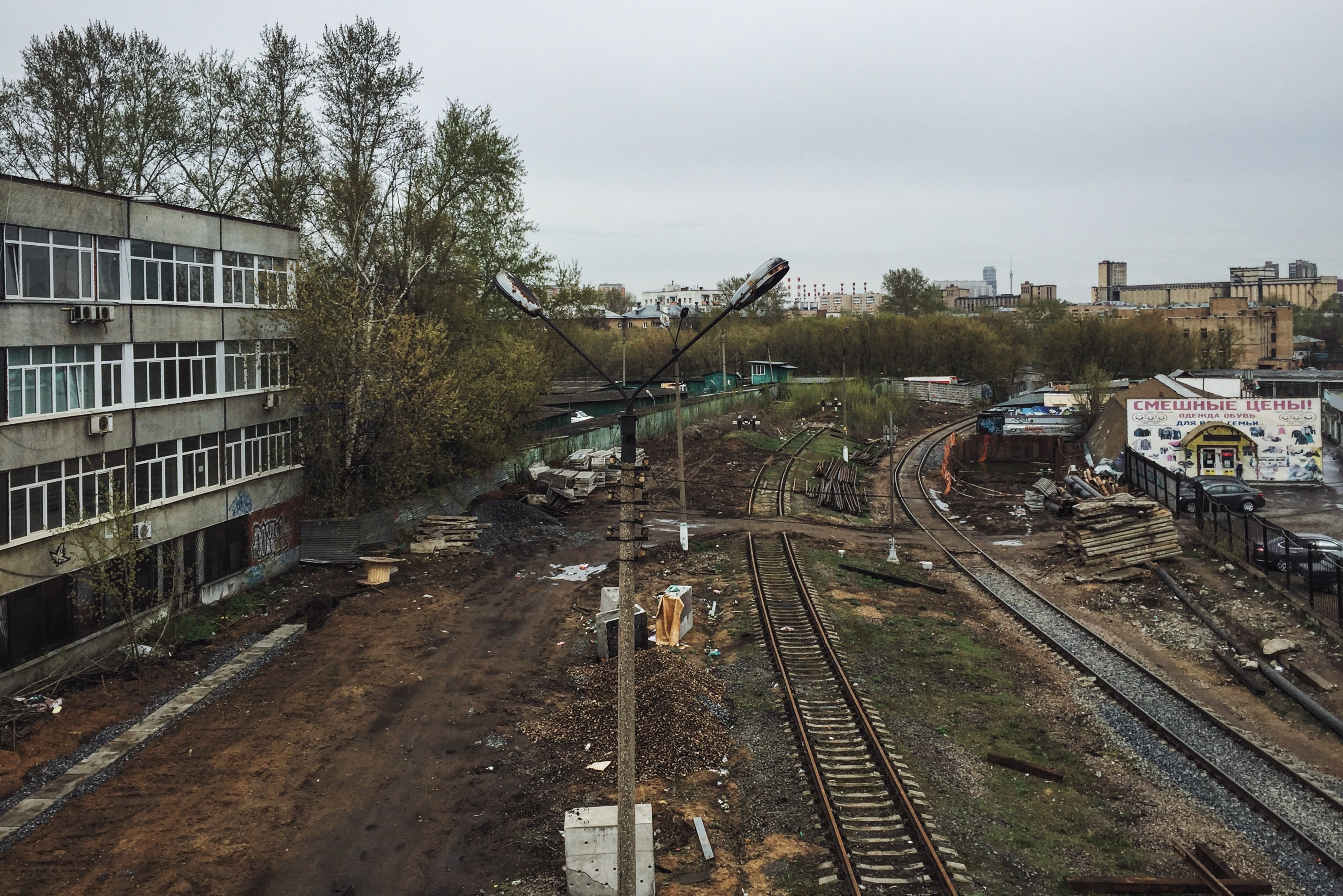
Подъездные пути к станции
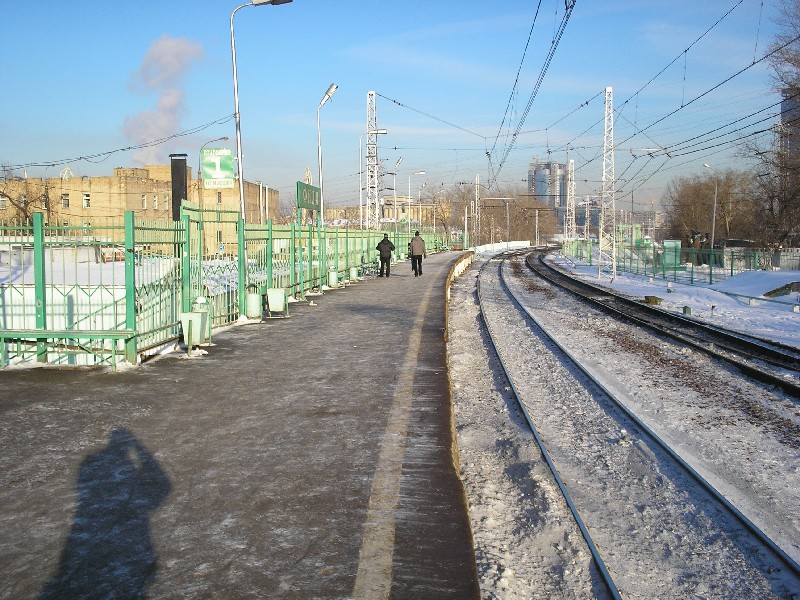
Вид на платформу до реконструкции 2007 г.
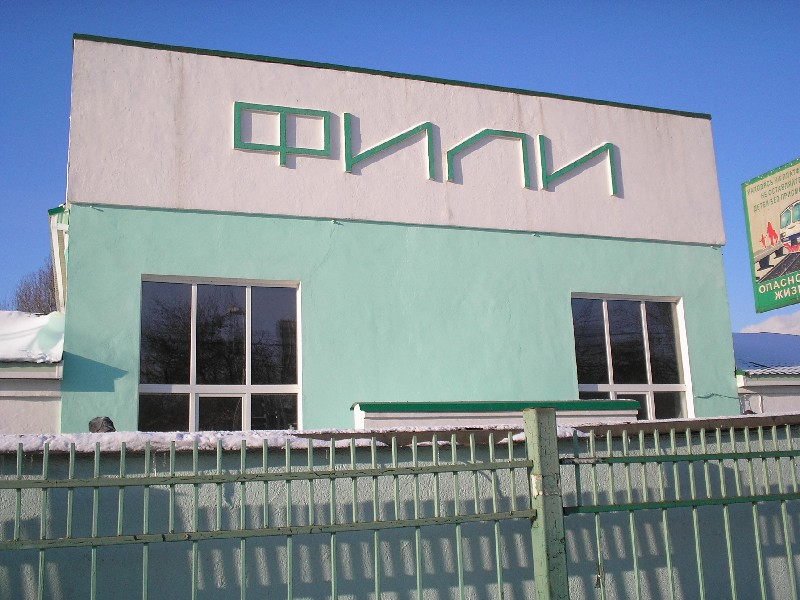
Вокзальное здание на станции до реконструкции 2007 г.
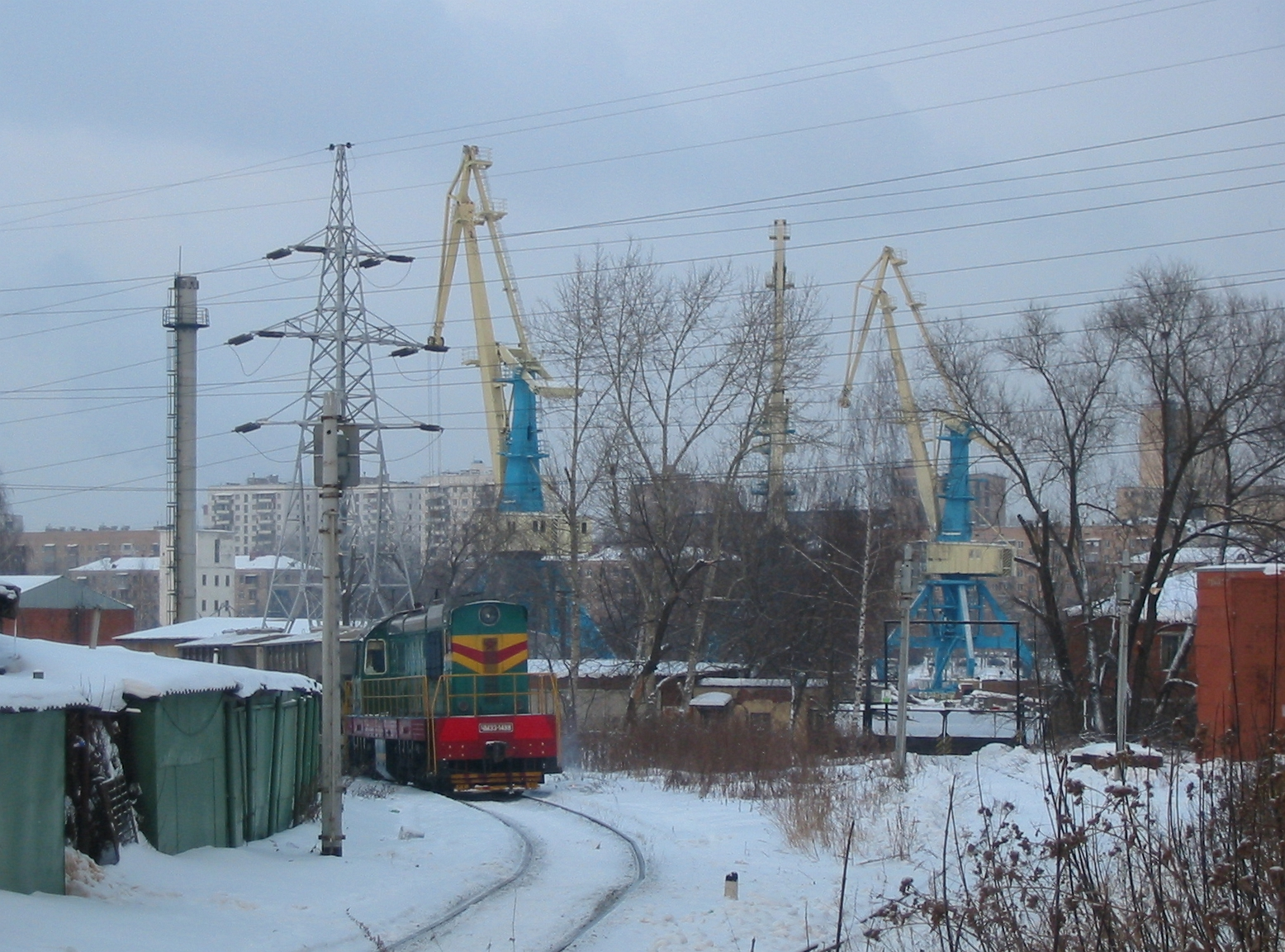
Ветка завода Хруничева в 2000-е годы